# Pašman (île)
Pour les articles homonymes, voir Pašman.
Pašman est une île de Croatie de la mer Adriatique située au large de la Croatie.

## Administration
Pašman compte deux municipalités Tkon et Pašman et les villages de Ugrinić, Kraj, Mali Pašman, Barotul, Mrljane, Neviđane, Dobropoljana, Banj, Ždrelac.